# Tegella aquilirostris
Tegella aquilirostris är en mossdjursart som först beskrevs av Charles Henry O'Donoghue 1923.  Tegella aquilirostris ingår i släktet Tegella och familjen Calloporidae. Inga underarter finns listade i Catalogue of Life.